# Liste der Nummer-eins-Hits in den Rhythmic Airplay Charts (2010)
| Singles |
| --- |
| - Jay-Z feat. Alicia Keys – Empire State of Mind - 6 Wochen (5. Dezember 2009 – 22. Januar 2010) - Iyaz – Replay - 3 Wochen (23. Januar – 12. Februar) - Young Money feat. Lloyd – BedRock - 7 Wochen (13. Februar – 2. April) - B.o.B. feat. Bruno Mars – Nothin’ on You - 4 Wochen (3. April – 30. April, insgesamt 7 Wochen) - Rihanna – Rude Boy - 2 Wochen (1. Mai – 14. Mai) - B.o.B. feat. Bruno Mars – Nothin’ on You - 3 Wochen (15. Mai – 4. Juni, insgesamt 7 Wochen) - Usher feat. will.i.am – OMG - 7 Wochen (5. Juni – 23. Juli) - Drake – Find Your Love - 3 Wochen (24. Juli – 13. August) - Eminem feat. Rihanna – Love the Way You Lie - 7 Wochen (14. August – 1. Oktober) - Usher feat. Pitbull – DJ Got Us Fallin’ in Love - 4 Wochen (2. Oktober – 29. Oktober) - Trey Songz feat. Nicki Minaj – Bottoms Up - 1 Woche (30. Oktober – 5. November) - Far East Movement feat. Dev & The Cataracs – Like a G6 - 3 Wochen (6. November – 26. November) - Nelly – Just a Dream - 3 Wochen (27. November – 17. Dezember) - Rihanna – Only Girl (In the World) - 1 Woche (18. Dezember – 24. Dezember) - Rihanna feat. Drake – What’s My Name? - 9 Wochen (25. Dezember 2010 – 25. Februar 2011) |